# Michael Berry, Baron Hartwell
William Michael Berry, Baron Hartwell MBE TD (* 18. Mai 1911 in Merthyr Tydfil, Wales; † 2. April 2001 in London, England) war ein britischer Journalist und Zeitungsverleger, der 1968 als Life Peer aufgrund des Life Peerages Act 1958 Mitglied des House of Lords wurde. Nach dem Tode seines älteren, kinderlos verstorbenen Bruders William Ewert Berry, 2. Viscount Camrose, erbte er von diesem am 15. Februar 1995 dessen erblichen Adelstitel (Hereditary Peerage) als Viscount Camrose, verzichtete jedoch kurz darauf auf diese Adelstitel aufgrund seiner Life Peerage.

## Leben

### Herkunft, Journalist und Zweiter Weltkrieg
Berry war der Sohn des Journalisten und Zeitungsverlegers William Ewert Berry, der unter anderem langjähriger Chefredakteur von The Sunday Times sowie Chefredakteur und Eigentümer von The Daily Telegraph war und der für seine Dienste 1921 zum Baronet, of Hackwood Park, 1929 zum Baron Camrose of sowie schließlich 1941 zum Viscount Camrose erhoben wurde.
Berry selbst absolvierte nach dem Schulbesuch ein Studium am Christ Church der University of Oxford, das er 1933 mit einem Bachelor of Arts (B.A.) abschloss. Im Anschluss nahm er ebenfalls eine Tätigkeit als Journalist auf und war zunächst zwischen 1934 und 1935 Redakteur der Wochenzeitung The Glasgow Sunday sowie von 1937 bis 1939 Wirtschaftsredakteur der Financial Times, deren Vorsitzender sein Vater war.
Während dieser Zeit trat er als Freiwilliger einen Militärdienst bei den City of London Yeomanry (Rough Riders) an, einer Yeomanry-Einheit der Territorialarmee der British Army, und wurde dort 1938 zum Leutnant sowie 1940 zum Hauptmann befördert. Nach Eintritt Großbritanniens in den Zweiten Weltkrieg wurde er zum Major befördert und fand für seine militärischen Verdienste zweimal Erwähnung im Kriegsbericht (Mentioned in Despatches). Zuletzt wurde er 1944 zum Oberstleutnant befördert und 1945 zum Mitglied des Order of the British Empire (MBE) ernannt sowie mit der Territorial Decoration (TD) ausgezeichnet.

### Verleger, Chefredakteur und Oberhausmitglied
Nach Kriegsende nahm Berry seine Tätigkeit als Journalist wieder auf und absolvierte daneben ein postgraduales Studium am Christ Church College der University of Oxford, welches er 1954 mit einem Master of Arts (M.A.) beendete.
Nach dem Tode seines Vaters am 15. Juni 1954 folgte er diesem als Vorstandsvorsitzender des Zeitungs- und Zeitschriftenverlages Amalgamated Press Ltd. und bekleidete diese Funktion bis 1959. Daneben war er ebenfalls als Nachfolger seines Vaters zwischen 1954 und 1987 Vorstandsvorsitzender und Chefredakteur von The Daily Telegraph sowie zugleich zwischen 1961 und 1987 auch Vorstandsvorsitzender und Chefredakteur von The Sunday Telegraph, die am 5. Februar 1961 als erste britische Sonntagszeitung seit 1921 neugegründet wurde. Des Weiteren fungierte er zwischen 1962 und 1989 auch als Trustee der Nachrichten- und Presseagentur Reuters und war ferner von 1968 bis 1989 Direktor beziehungsweise stellvertretender Vorstandsvorsitzender des neugegründeten Fernsehsenders London Weekend Television (LWT). Daneben war er bis 1995 auch Direktor von Telegraph plc.
Berry wurde durch ein Letters Patent vom 19. Januar 1968 als Life Peer mit dem Titel Baron Hartwell, of Peterborough Court in the City of London, Mitglied des House of Lords, dem er bis zu seinem Tod angehörte.
Nach dem Tode seines älteren, kinderlos verstorbenen Bruders William Ewert Berry, 2. Viscount Camrose, folgte er diesem am 15. Februar 1995 in dessen erblichen Adelstitel (Hereditary Peerage) als Viscount Camrose, of Hackwood Park in the County of Southampton, verzichtete jedoch kurz darauf auf diese Adelstitel aufgrund seiner Life Peerage.
Berry war seit dem 7. Januar 1936 mit Pamela Margaret Elizabeth Smith verheiratet, der jüngeren Tochter von Frederick Edwin Smith, 1. Earl of Birkenhead. Aus dieser Ehe gingen vier Kinder hervor, darunter der Wissenschaftsjournalist und Schriftsteller Adrian Michael Berry, der nach dem Tod seines Vaters den von ihm ausgeschlagenen Erb-Adelstitel erbte.

## Veröffentlichungen
- Party Choice, 1948
- William Camrose, Giant of Fleet Street, 1992